# Club Atlético River Plate 1998-1999
Questa voce raccoglie le informazioni riguardanti il Club Atlético River Plate nelle competizioni ufficiali della stagione 1998-1999.

## Stagione
Il Torneo di Apertura si conclude con il 15º posto, in significativo calo rispetto alle annate precedenti. Nel Clausura, invece, la squadra migliora decisamente la propria posizione in classifica, chiudendo al secondo posto, staccato 7 punti dal primo posizionato, il Boca Juniors. In campo internazionale, il club partecipa alla Coppa Libertadores 1999: arrivato al terzo posto su quattro nel girone della prima fase, supera poi LDU Quito e Vélez Sarsfield, venendo eliminato in semifinale dai futuri vincitori del Palmeiras.

## Maglie e sponsor
Lo sponsor tecnico per la stagione 1998-1999 è Adidas, mentre lo sponsor ufficiale è Quilmes.
| Casa | Trasferta |

## Rosa
| N. |                      | Ruolo | Calciatore        |
| -- | -------------------- | ----- | ----------------- |
|    | Argentina (bandiera) | P     | Roberto Bonano    |
|    | Argentina (bandiera) | P     | Germán Burgos     |
|    | Argentina (bandiera) | P     | Alejandro Saccone |
|    | Paraguay (bandiera)  | D     | Celso Ayala       |
|    | Argentina (bandiera) | D     | Eduardo Berizzo   |
|    | Argentina (bandiera) | D     | Ariel Garcé       |
|    | Argentina (bandiera) | D     | Gustavo Lombardi  |
|    | Argentina (bandiera) | D     | Diego Placente    |
|    | Paraguay (bandiera)  | D     | Pedro Sarabia     |
|    | Argentina (bandiera) | D     | Juan Pablo Sorín  |
|    | Argentina (bandiera) | D     | Adrián Zunino     |
|    | Argentina (bandiera) | C     | Pablo Aimar       |
|    | Argentina (bandiera) | C     | Damián Álvarez    |
|    | Argentina (bandiera) | C     | Leonardo Astrada  |
|    | Argentina (bandiera) | C     | Sergio Berti      |
|    | Argentina (bandiera) | C     | Hernán Díaz       |

| N. |                      | Ruolo | Calciatore         |
| -- | -------------------- | ----- | ------------------ |
|    | Argentina (bandiera) | C     | Marcelo Escudero   |
|    | Argentina (bandiera) | C     | Marcelo Gallardo   |
|    | Argentina (bandiera) | C     | Leonel Gancedo     |
|    | Argentina (bandiera) | C     | Javier Gandolfi    |
|    | Argentina (bandiera) | C     | Enrique Mallea     |
|    | Argentina (bandiera) | C     | Roberto Monserrat  |
|    | Argentina (bandiera) | C     | Carlos Netto       |
|    | Argentina (bandiera) | C     | Guillermo Pereyra  |
|    | Uruguay (bandiera)   | C     | Adrian Sarkisian   |
|    | Argentina (bandiera) | C     | Santiago Solari    |
|    | Colombia (bandiera)  | A     | Juan Pablo Ángel   |
|    | Argentina (bandiera) | A     | Cristian Castillo  |
|    | Paraguay (bandiera)  | A     | Nelson Cuevas      |
|    | Argentina (bandiera) | A     | Juan Antonio Pizzi |
|    | Argentina (bandiera) | A     | Sebastián Rambert  |
|    | Argentina (bandiera) | A     | Javier Saviola     |

## Statistiche

### Statistiche di squadra
| Competizione          | Punti | Totale | Totale | Totale | Totale | Totale | Totale | DR  |
| Competizione          | Punti | G      | V      | N      | P      | Gf     | Gs     | DR  |
| --------------------- | ----- | ------ | ------ | ------ | ------ | ------ | ------ | --- |
| Campionato - Apertura | 22    | 19     | 5      | 7      | 7      | 27     | 27     | 0   |
| Campionato - Clausura | 37    | 19     | 11     | 4      | 4      | 37     | 19     | +18 |
| Libertadores          | -     | 12     | 5      | 2      | 5      | 12     | 13     | -1  |
| Totale                | -     |        |        |        |        |        |        | -   |